# 邓伟 (商人)
邓伟（1963年—），汉族，中华人民共和国政治人物，第九届、第十届、第十一届全国政协委员。
担任黑龙江省工商联副主席、亿阳集团有限公司董事长兼总裁。2008年，当选第十一届全国政协委员，代表经济界，分入第三十六组。